# Reboot (fikce)

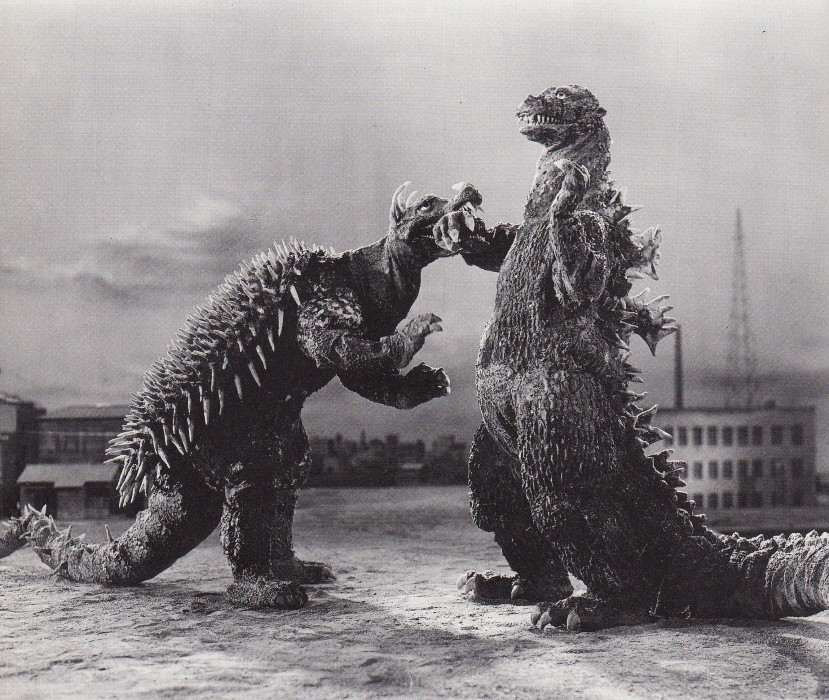
Filmová franšíza Godzilla, která vznikla v roce 1954, byla restartována (rebootována) několikrát. Obrázek pochází z japonského filmu Godzilla no gjakušú (1955).

Reboot (česky restartování, opětovné spuštění, [ˌriːˈbuːt]IPA) je termín používaný v oblasti literatury, filmu nebo televizních seriálů pro nový začátek fiktivního vesmíru, díla nebo série, které na původní tvorbu nenavazují a od základu přepisují postavy a příběhové linie. Slovem reboot je popisován možný způsob, jak už vytvořený fiktivní vesmír „představit pod novou značkou“ či „restartovat“. Termín se stal také terčem kritiky. Byl označen jako nejasný a matoucí („buzzword“) a zároveň označen jako novotvar ke slovu remake, jenž ve 21. století začal ztrácet na popularitě.

## Původ
Slovo vychází z výpočetního termínu reboot, které značí restartování běžícího systému.

## Typy
Reboot vynechává nepodstatné prvky předešlých děl ve franšízy a začne vytvářet nové. Pro nové publikum, které není obeznámeno s předešlými tituly, je tedy skvělou možností pochopení dané série.

### Film
Filmaři se rebootem snaží přilákat nové publikum (fanoušky) a zvýšit tak dosavadní příjmy. Reboot může zároveň přinést zájem o upadající filmovou sérii. Film procházející rebootem má základnu fanoušků a očekávané zisky, z toho důvodu nebude studio riskovat vytvořením úplně nového díla.

### Televize
V televizní tvorbě se rebootem může označit jak návrat k natáčení seriálu po zrušení či dlouhém přerušení, tak i remake původního seriálu.

### Videohry
Ve videohrách, přesněji v sériích obsahujících několik dílů, je reboot běžnou záležitostí. Slouží zde zejména k úpravě příběhové linie a určitých prvků dané hry.